# Michael Knowles
Michael Sydney Knowles (ur. 26 kwietnia 1937 w Derby) – brytyjski aktor i scenarzysta, najbardziej znany ze swojej wieloletniej współpracy z Davidem Croftem.

## Kariera
Knowles zadebiutował w telewizji w 1969 w jednym z odcinków serialu Armia tatuśka, będącego pierwszym wspólnym projektem spółki autorskiej David Croft/Jimmy Perry. W 1974 otrzymał miejsce w stałej obsadzie ich kolejnego serialu, It Ain’t Half Hot Mum, gdzie wcielał się w niezbyt inteligentnego kapitana Ashwooda, adiutanta dowódcy brytyjskiej bazy wojskowej w Indiach pod koniec II wojny światowej. Owego dowódcę grał Donald Hewlett, z którym Knowles stworzył nierozerwalny duet. Równocześnie pracował przy produkcji serialu Are You Being Served?, który David Croft stworzył wspólnie ze swoim drugim stałym współscenarzystą, Jeremym Lloydem. Kilkakrotnie pojawiał się tam gościnnie jako aktor, był także współautorem niektórych odcinków.
W 1977 Knowles i Hewlett po raz drugi pojawili się wspólnie na ekranie w krótkotrwałym serialu Podróż pani Noah, gdzie grali parę niekompetentnych astronautów. Po raz trzeci zagrali w duecie w ostatnim serialu duetu Croft/Perry, zatytułowanym Pan wzywał, milordzie?. Hewlett grał tytułowego lorda, a Knowles jego raczej niesfornego brata-playboya. Po zakończeniu emisji w serialu w 1993 Knowles nie wystąpił już więcej w serialu telewizyjnym czy filmie kinowym, choć pozostał aktywny w teatrze.